# Morgensprache
Die Morgensprache bezeichnet ein Gespräch am Morgen, in dem Angelegenheiten von Zünften, Gilden oder der Kaufmannschaft geregelt wurden, die nicht von Bestimmungen der Obrigkeit erfasst waren. Die Morgensprache konnte dabei auch gerichtliche Funktionen übernehmen („gehegte Morgensprache“).

## Zunftversammlungen
Seit dem 13. Jahrhundert ist Morgensprache in Norddeutschland eine sehr verbreitete Bezeichnung für die Zusammenkunft einer Zunft.
Sie fand in deren Amtshaus oder in einer Kirche statt. Man hatte sonntäglich gekleidet zu erscheinen. Unter Vorsitz des Altmeisters wurde durch Aufklopfen mit dem Regimentsholz Ruhe befohlen und mit althergebrachten, formelhaften Sentenzen die bei geöffneter Lade abgehaltene Versammlung eröffnet, die auch weiterhin nach ungeschriebenem Zeremoniell sehr förmlich ablief. Zur Tagesordnung gehörten Kassenabrechnungen, Meldungen zum Meisterstück oder Freisprechungen von Lehrjungen. Die Morgensprache übte auch eine Art niederer Gerichtsbarkeit in Gewerbeangelegenheiten und bei Streitigkeiten unter den Zunftmitgliedern aus. Erst wenn es hier zu keiner „Findung“ kam, durfte die öffentliche Gerichtsbarkeit in Anspruch genommen werden. Ob auch die Obrigkeit bei der Morgensprache anwesend war und ob Gesellen teilnahmen, wurde örtlich und zeitlich wohl unterschiedlich gehandhabt. In Bremen waren beispielsweise seit 1366 die beiden als „Morgensprachsherren“ titulierten, für die Aufsicht der jeweiligen Zunft zuständigen Ratsherren anwesend. Wenn und wo Gesellen teilnahmen, war ihnen sicherlich ein Mitspracherecht verwehrt.
In der Mitte des 19. Jahrhunderts gingen mit Einführung der Gewerbefreiheit die Zünfte ein und die Gerichtsfunktion der Morgensprache übernahmen die Gewerbekammern.

## Morgensprachen außerhalb der Zünfte
In böhmischen Quellen des 14. und frühen 15. Jahrhunderts wurden besondere Schöffenversammlungen, die der richterlichen Rechtsprechung vorgeschaltet waren, als Morgensprache  bezeichnet. Auch andernorts wurden Bürgerversammlungen, die der Rechtsfindung dienten, vereinzelt so genannt.
In Köln bezeichnete der Begriff „Große Morgensprache“ die Verlesung der Stadtordnung durch den Magistrat von der Lehne der Rathauslaube aus; mit dem Ziel, die Ordnung in der Stadt zu festigen.
Als Morgensprache bezeichnete man auch Gremien zur Regelung von Angelegenheiten des ehelichen Güterrechts, wenn ein Ehevertrag am Morgen nach vollzogener Ehe abgeschlossen wurde. Zur Bestätigung der Absprachen wurden Zeugen gewählt, „gekorne brutlude“. Da in der Morgensprache auch frühere Absprachen geändert werden konnten, wurden in dieser auch ältere Absprachen wiederholt und von den Zeugen bestätigt.

## Die heutige Hamburger Morgensprache
In Hamburg findet seit 2005 wieder regelmäßig eine Morgensprache in der Handelskammer Hamburg statt. Träger der Veranstaltung ist der „Verein zur Förderung der Hamburger Wirtschaftsgeschichte e. V.“, sie wird jedoch vollständig durch Teilnahmegebühren und Spenden finanziert. Die Hamburger Morgensprache erinnert an die Keimzelle der Hanse, die 1266 durch die Schutzgemeinschaft Hamburger Kaufleute im Londoner Stalhof gebildet wurde. Deren Credo ist auch das Credo ihrer heutigen Nachfolger und zugleich auch das Motto der Veranstaltung: das eindeutige Bekenntnis zur Freiheit des Geistes, der Chancen und des Handels. Im Londoner Stalhof erhielten die Hamburger Kaufleute zum ersten Mal das Recht verliehen, sich zu organisieren, ihre Geschäfte selbst zu regeln und sich zu versammeln. Das war eine Art exterritorialer Vorläufer der Selbstverwaltung der Hamburger Wirtschaft, die in der Hansestadt 1665 mit der Wahl von Vertretern für die Commerzdeputation ihren Anfang nahm – und sie war damit auch ein Vorläufer der heutigen Handelskammer. Die „stille Zeremonie“, die von Hamburger Unternehmern in roten Ornaten und mit Insignien vollzogen wird, lehnt sich minutiös an das historische Vorbild der „Morgensprachen“ (Kaufmannsversammlungen) im Londoner Stalhof des 13. bis 16. Jahrhunderts an, bei denen die ausscheidenden Mitglieder des zwölfköpfigen Kontorvorstandes verabschiedet, die neuen Mitglieder begrüßt und ein Ältermann (Vorsitzender) gewählt wurden. Als Vorlage für den genauen Ablauf dient deren Statutenbuch, das in seinem ältesten Original von 1457 in der Commerzbibliothek niedergelegt ist. Bei der Umsetzung und Choreographie der „stillen Zeremonie“ haben zudem das Museum für Hamburgische Geschichte und das Institut für Germanistik der Universität Hamburg beratend mitgewirkt.